# Luimertingenmolen
De Luimertingenmolen is een voormalige watermolen op de Mombeek, die zich bevindt aan de Luimertingenstraat 2 te Kortessem.
Deze onderslagmolen deed dienst als korenmolen.
Van een watermolen op deze plaats werd reeds in 1292 gewag gemaakt. Het was een banmolen die gedeeld werd door de Heren van Kortessem en de Commandeur van de Duitse Orde.
Op de Ferrariskaarten (eind 18e eeuw) werd de molen als Moulin de Cortesem aangeduid. Het watermolenbedrijf duurde voort tot 1945, en in 1947 werd het waterrad en het sluiswerk gesloopt. Het malen geschiedde sindsdien met een dieselmotor, welke tot in 1963 regelmatig dienstdeed. In 1969 kwam aan het malen definitief een einde. De molen en directe omgeving, inclusief de samenloop van Winterbeek en Oude beek, verkreeg in 2008 een beschermde status.
De kern van het huidige molenhuis en de molenaarswoning is 18e-eeuws. Het betreft een vakwerkbouw, die in de 20e eeuw werd versteend. Ook is er nog een dwarsschuur waarvan het vakwerk slechts gedeeltelijk versteend is.

- Inventaris van het Bouwkundig Erfgoed (Vlaanderen): 32434